# L'Hôtellerie

L'Hôtellerie este o comună în departamentul Calvados, Franța. În 1 ianuarie 2022 avea o populație de 318 de locuitori.